# كارولينا سابو
كارولينا سابو (بالمجرية: Szabó Karolina)‏ هي لاعبة قوى مجرية، ولدت في 17 نوفمبر 1961 في Dunaföldvár ‏ في المجر.

## وصلات خارجية
- كارولينا سابو على موقع الاتحاد الدولي لألعاب القوى (الإنجليزية)
- كارولينا سابو على موقع رابطة إحصائيات سباق الطريق (الإنجليزية)
- كارولينا سابو على موقع اللجنة الأولمبية الدولية (الإنجليزية)
- كارولينا سابو على موقع أوليمبيديا (الإنجليزية)